# ABC-termékek
ABC-termékeknek szokás nevezni azoknak a termékeknek a csoportját, amelyekre a legtöbb állam jövedéki adót vet ki:
- Alkohol (alkoholtermékek: sör, bor, szeszes italok stb.)
- Benzin (üzemanyagként használt ásványolajtermékek: benzin, gázolaj; esetleg nem ásványi eredetű üzemanyagok, például biodízel)
- Cigaretta (dohánytermékek: vágott dohány, cigaretta)

Ettől az egyes országok természetesen eltérhetnek, a termékek köre lehet szűkebb (például alacsony alkoholtartalmú szeszes italok mentesülnek) vagy bővebb (például kávé, csokoládé).